# The Capture of Aguinaldo
The Capture of Aguinaldo è un cortometraggio muto del 1913 diretto da Francis Ford che lo interpreta insieme a Jane Darwell.
Il film racconta un episodio della vita del rivoluzionario filippino Generalissimo Emilio Aguinaldo, primo Presidente della breve Prima Repubblica filippina, che viene catturato dagli statunitensi. Verrà costretto a giurare fedeltà agli invasori, succeduti nel 1898 a tre secoli di dominazione spagnola nell'arcipelago.

## Produzione
Il film fu prodotto dalla Bison Motion Pictures.

## Distribuzione
Distribuito dall'Universal Film Manufacturing Company, il film - un cortometraggio in due bobine - uscì nelle sale cinematografiche statunitensi il 14 giugno 1913.